# Cynanchum riometense
Cynanchum riometense är en oleanderväxtart som beskrevs av E. Sundell. Cynanchum riometense ingår i släktet Cynanchum och familjen oleanderväxter. Inga underarter finns listade i Catalogue of Life.